# 凱里市
凱里市（がいり-し）は中華人民共和国貴州省黔東南ミャオ族トン族自治州に位置する県級市。

## 歴史
元代は麻峡県の一部とされていた。明初に清平堡が設置され、1389年（洪武20年）に清平長官司、1397年（洪武30年）に清平衛と改称された。1494年（弘治7年）5月、都勻府の下に清平県が設置された。清代になるよ1668年（康熙7年）に麻哈州に一時期編入されたが、1672年（康熙11年）に再び清平県を設置、1702年（康熙41年）には凱里安撫司を編入している。中華民国が成立すると1914年（民国2年）、同一県名を回避すべく炉山県と改称された
1959年1月、炉山県・麻江県・雷山県・丹寨県が合併し凱里県とされたが、1961年8月4日に再分割、旧炉山県は凱里県の名称が引き続き使用されることとなった。1984年1月、県級市に改編され現在に至る。

## 行政区画
下部に8街道、11鎮を管轄する。
- 街道
  - 大十字街道、城西街道、西門街道、洗馬河街道、湾渓街道、鴨塘街道、開懐街道、白果井街道
- 鎮
  - 三棵樹鎮、舟渓鎮、旁海鎮、湾水鎮、炉山鎮、万潮鎮、竜場鎮、碧波鎮、下司鎮、凱棠鎮、大風洞鎮

## 交通

### 鉄道
- 中国鉄路総公司
  - 滬昆旅客専用線
    - 凱里南駅

  - 滬昆線

（貴陽方面）- 六箇鶏駅 - 凱里駅 - 桐木寨駅 - 加労駅 -（上海方面）

### 道路
- 高速道路
  - 滬昆高速道路
  - S62 余安高速道路
  - S63 凱雷高速道路
- 国道
  - G320国道

## 出身者
- 畢贛 - 映画監督